# マックス・ヒューズ
マックス・ヒューズ（Max Hughes、2001年10月18日 - ）は、ジャパンラグビーリーグワン東京サントリーサンゴリアスに所属するラグビーユニオン選手。

## プロフィール
- ニュージーランドクライストチャーチ出身[1]。
- ポジションはスクラムハーフ(SH)[2]。
- 身長 169 cm、体重 77 kg
- 愛称はMaxi、Hughesy。
- 父はニュージーランド人で母は大阪府出身の日本人[3]。

## 略歴
クライストチャーチボーイズ高校、カンタベリー大学、シドナムRFCを経て、2024年、東京サントリーサンゴリアスに加入。
2025年2月23日に行われたJAPAN RUGBY LEAGUE ONE第9節交流戦浦安D-Rocks戦にて途中出場でリーグワン公式戦初出場を果たした。